# Syrien i olympiska sommarspelen 1980
Syrien deltog med 67 deltagare vid de olympiska sommarspelen 1980 i Moskva.  Ingen av landets deltagare erövrade någon medalj.

## Friidrott
Herrarnas 100 meter
- Nabil Nahri
  - Heat — 10,67 (→ gick inte vidare)

Herrarnas 200 meter
- Nabil Nahri
  - Heat — 22,14 (→ gick inte vidare)

Herrarnas 800 meter
- Mohamed Makhlouf
  - Heat — 1:52,3 (→ gick inte vidare)

Herrarnas 1 500 meter
- Mohamed Makhlouf
  - Heat — 4:00,4 (→ gick inte vidare)

Herrarnas 10 000 meter
- Akel Hamdan
  - Heat — 31:21,9 (→ gick inte vidare)

Herrarnas 110 meter häck
- Maher Hreitani
  - Heat — 15,45 (→ gick inte vidare)

Herrarnas 400 meter häck
- Amer Maaraoui
  - Heat — 53,26 (→ gick inte vidare)

Herrarnas 3 000 meter hinder
- Abdul Karim Joumaa
  - Heat — 9:29,4 (→ gick inte vidare)

Herrarnas höjdhopp
- Ahmad Balkis
  - Kval — 2,05 m (→ gick inte vidare)

Herrarnas diskuskastning
- Adnan Houry
  - Kval — 47,52 m (→ gick inte vidare, 16:e plats)

Damernas 800 meter
- Hala El-Moughrabi
  - Heat — 2:17,6 (→ gick inte vidare)

Damernas 1 500 meter
- Hala El-Moughrabi
  - Heat — startade inte (→ gick inte vidare)

Damernas höjdhopp
- Dia Toutounji
  - Kval — ingen notering (→ gick inte vidare)

Damernas längdhopp
- Dia Toutounji
  - Kval — startade inte (→ gick inte vidare, ingen notering)

## Boxning
Lätt flugvikt
- Adel Hammoude
  - Första omgången — Förlorade mot Dumitru Şchiopu (Rumänien) efter knock-out i andra omgången

Flugvikt
- Talal Elchawa
  - Första omgången — Förlorade mot Emmanuel Mlundwa (Tanzania) efter att domaren stoppade matchen i den andra omgången

Bantamvikt
- Fayez Zaghloul
  - Första omgången — Bye
  - Andra omgången — Besegrade Souneat Ouphaphone (Laos) på poäng (5-0)
  - Tredje omgången — Förlorade mot Michael Anthony (Guyana) på poäng (2-3)

Fjädervikt
- Nidal Haddad
  - Första omgången — Förlorade mot Carlos González (Mexiko) på poäng (0-5)

Lätt weltervikt
- Farez Halabi
  - Första omgången — Besegrade Kampanath (Laos) på poäng (3-2)
  - Andra omgången — Förlorade mot Patrizio Oliva (Italien) efter att domaren stoppade matchen i den första omgången

Lätt tungvikt
- Imad Idriss
  - Första omgången — Bye
  - Andra omgången — Förlorade mot Leonidas Njunwa (Tanzania) efter diskvalificering i den tredje omgången

Tungvikt
- Naasan Ajjoub
  - Första omgången — Förlorade mot Petr Stoimenov (Bulgarien) efter att domaren stoppade matchen i den andra omgången